# أرتي جان (سردسير)
أرتي جان (بالفارسية: ارتی‌جان) هي قرية تقع في إيران في قسم سردسیر الريفي. يقدر عدد سكانها بـ 71 نسمة بحسب إحصاء 2016.